# 佐柳島沖海保ヘリ墜落事故
佐柳島沖海保ヘリ墜落事故（さなぎじまおきかいほへりついらくじこ）は、2010年（平成22年）に香川県仲多度郡多度津町佐柳島沖に、第六管区海上保安本部（六管本部）所属のヘリコプター「あきづる」が墜落した航空事故である。

## 事故機の経歴
事故機は2007年11月に鹿児島航空基地から広島航空基地へ配置換えになった。この時、機体の愛称が「るりかけす」から一般公募により安芸の国と鶴とを組み合わせて「あきづる」に2008年3月変更された。

## 事故の概要
事故機となった「あきづる」（機体記号:JA6796、所属記号:MH796）は、広島県三原市にある第六管区海上保安本部広島航空基地（広島空港）所属であった。「あきづる」は8月18日13時47分に広島航空基地を離陸し、瀬戸内海のパトロール及びデモンストレーション飛行（後述）を行った後に帰還する予定であった。
「あきづる」は海上での油漏れや不審船舶などのパトロールの合間に、香川沖を航行していた司法修習生が乗船していた船舶に対しデモンストレーション飛行を実施していた。
「あきづる」は2度目のデモンストレーションまでの合間にパトロール業務をしていた。低空飛行をしていた15時10分ごろ、瀬戸内海に浮かぶ佐柳島と隣の小島（おしま）を結ぶ6000ボルト送電線（全長1179メートル、海面より最高地点105メートル）に機体が接触し、そのまま海面に激突し大破沈没した。目撃証言によれば、事故機は送電線のすぐ上で前部を斜め上に向けて上昇しようとしていたが、突然逆さまにひっくり返りローター部分を下にして、後部から煙を出しながら海中に落ちていったという。搭乗していた乗員5人は全員殉職した。

## 事故のその後
同乗者が全員死亡しているため事故原因は断定されていないが、機長及び副操縦士が架線を認識していなかったこと、航空障害灯を視認していなかったことが事故原因として推測されている。この事故をめぐり六管本部の説明が二転三転したことから批判を受けた。発生当初、六管本部は事故は通常のパトロール業務であったと記者会見で説明し、2回のデモンストレーション飛行の合間に起きた事実を公表しなかった。
その直後デモンストレーションをしていたことが発覚、「隠蔽」しようとしていた、説明責任を果たしていない、などの批判がマスメディアから出されることになった。そのため9月3日に前原誠司国土交通大臣（当時）は、六管本部の本部長と次長を9月10日付で異動させる人事を発令し、事実上の更迭処分となった。
事故機の残骸は現場海域から引揚げられ、8月22日に広島航空基地の格納庫に搬入された。事故機は広島航空基地で証拠品として保管され、2011年夏に六管本部が管理する広島市南区の倉庫に移された。その後、高松海上保安部による捜査終結を受け、2012年7月に解体された。広島航空基地は事故の風化防止のため、「あきづる」の識別板を保存展示することを検討している。